# Rivière aux Bouleaux (rivière Boisbouscache)
Pour les articles homonymes, voir Rivière aux Bouleaux (rivière Madawaska) et Bouleau (homonymie).
La rivière aux Bouleaux coule successivement dans les municipalités de Saint-Mathieu-de-Rioux, de Saint-Médard, de Sainte-Françoise et de Saint-Jean-de-Dieu, dans la municipalité régionale de comté (MRC) de Les Basques, dans la région administrative du Bas-Saint-Laurent, au Québec, au Canada.
La rivière aux Bouleaux est un affluent de la rive nord de la rivière Boisbouscache laquelle coule vers l'ouest jusqu'à la rive nord-est de la rivière des Trois Pistoles ; cette dernière coule vers le nord jusqu'au littoral sud-est du fleuve Saint-Laurent où elle se déverse dans la municipalité de Notre-Dame-des-Neiges, dans la municipalité régionale de comté (MRC) des Basques.

## Géographie
La rivière aux Bouleaux prend sa source en zone forestière et montagneuse, à la limite des municipalités de Saint-Mathieu-de-Rioux et de Saint-Médard, au cœur des Monts Notre-Dame. Cette source est située entre le lac des Îles et le lac Archambault, à 18,0 km au sud-est du littoral sud-est de l'estuaire du Saint-Laurent, à 13,9 km au sud-est du centre du village de Saint-Mathieu-de-Rioux et à 13,9 km à l'est du centre du village de Sainte-Françoise et à 5,7 km au nord du centre du village de Saint-Médard.
À partir de sa source, la rivière aux Bouleaux coule sur 21,6 km à travers le massif des Appalaches, répartis selon les segments suivants :
- 2,8 km vers le sud-ouest dans Saint-Mathieu-de-Rioux, jusqu'à la rive Est du "Lac aux Bouleaux" (longueur : 0,9 km ; altitude : 342 m) ;
- 0,9 km vers le sud-ouest, en traversant le lac aux Bouleaux sur sa pleine longueur, jusqu'à son embouchure ;
- 1,7 km vers le sud-ouest, jusqu'à la limite de Sainte-Françoise ;
- 5,6 km vers le sud-ouest, jusqu'au pont de la route 296 ;
- 2,1 km vers l'ouest, jusqu'à la limite de la municipalité de Saint-Jean-de-Dieu ;
- 2,4 km vers l'ouest en recueillant les eaux d'un affluent (venant du sud-est), jusqu'au pont de la route Côté ;
- 4,0 km vers le sud-ouest, jusqu'à la route 293 ;
- 2,1 km vers le sud-ouest en coupant la route du Moulin en début de ce segment, jusqu'à sa confluence.

La rivière aux Bouleaux se déverse dans Saint-Jean-de-Dieu sur la rive nord de la rivière Boisbouscache, laquelle coule vers l'ouest jusqu'à la rive nord-est de la rivière des Trois-Pistoles. La confluence de la rivière aux Bouleaux est située à 2,1 km en amont de la confluence de la rivière aux Sapins et à 1,1 km en aval de la confluence de la rivière aux Perdrix.

## Toponymie
Le toponyme Rivière aux Bouleaux a été officialisé le 5 décembre 1968 à la Commission de toponymie du Québec.